# Дивні дорослі (фільм)
«Дивні дорослі» (рос. «Странные взрослые») — російський радянський ліричний телефільм 1974 року режисера Аян Шахмалієвої за однойменною повістю Аркадія Мінчковського. Один з кращих фільмів в кінокар'єрі Льва Дурова і Маргарити Сергеєчевої.

## Сюжет
На очах театрального освітлювача Петра Рябикова дівчинка-першокласниця перебігає дорогу перед поливною машиною. Петро перехоплює дівчинку і, бажаючи покарати, вирішує відвести її додому, до батьків. Однак коли він її туди відводить, то з'ясовується, що це дитячий будинок, а дівчинка — сирота. Петро вже немолодий, живе в комунальній квартирі, у нього є дружина, але немає дітей. Відчуваючи також деяку провину перед дівчинкою, він бажає її удочерити...

## У ролях
- Маргарита Сергеечева — Тоня-Джульєтта
- Лев Дуров — Петро Васильович Рябіков
- Ірина Кириченко — Анна Рябикова, дружина Петра Васильовича
- Євгенія Ханаєва — Августа Яківна
- Зіновій Гердт — Олег Оскарович Кукс
- Олександр Дем'яненко — Євген Павлович Наливайко
- Алла Мещерякова — Ольга Миколаївна, дружина Євгенія Павловича
- Наталія Мартінсон — Рита
- Юрій Каморний — Юра, наречений Рити
- Антоніна Шуранова — Ніна Іванівна

## Творча група
- Сценарій: Аркадій Минчковський, Марія Звєрєва
- Режисер: Аян Шахмалієва
- Оператор: Юрій Векслер
- Композитор: Веніамін Баснер